# Färgelanda distrikt
Färgelanda distrikt är ett distrikt i Färgelanda kommun och Västra Götalands län. 
Distriktet ligger i och omkring Färgelanda. 

## Tidigare administrativ tillhörighet
Distriktet inrättades 2016 och utgörs av socknen Färgelanda i Färgelanda kommun
Området motsvarar den omfattning Färgelanda församling hade vid årsskiftet 1999/2000.